# کارزار انتخاباتی رابرت اف کندی جونیور ۲۰۲۴
مبارزهٔ انتخاباتی رابرت اف کندی جونیور به‌طور رسمی در تاریخ ۱۹ آوریل ۲۰۲۳ آغاز گردید. رابرت اف کندی جونیور، وکیل حقوق محیط زیست، فعال جنبش ضد واکسن، نویسنده و برادرزاده رئیس‌جمهور سابق آمریکا، جان اف کندی، رسماً نامزدی خود را در بوستون اعلام نمود. کندی در ۲۶ مارس ۲۰۲۴ نیکول شنهن را به عنوان جفت انتخاباتی خود معرفی کرد.
کندی در ۲۳ اوت ۲۰۲۴ کمپین خود را معلق و از دونالد ترامپ برای ریاست جمهوری حمایت کرد.

## زمینه
رابرت اف کندی جونیور از اعضای خانواده کندی است که ۴ تن از آنان در زمان‌های پیشین برای انتخابات ریاست جمهوری ایالات متحده نامزد شده بودند. عموی او جان اف کندی در سال ۱۹۶۰ به عنوان رئیس‌جمهور ایالات متحده از حزب دموکرات منصوب شد. در دهه‌های بعدی، چندین تن از اعضای خانواده کندی به دنبال نامزد شدن برای ریاست جمهوری حزب دموکرات بودند، ولی هیچ‌یک موفق به انجام این کار نشدند. پدر کندی، رابرت اف کندی، کمپین انتخاباتی اش را در ۱۹۶۸ راه اندازی کرد ولی پیش از برگزاری همایش ملی حزب دموکرات ترور شد. عموی کندی سارجنت شرایور برای ریاست جمهوری در سال ۱۹۷۶ نامزد شد ولی بعدها از رقابت انتخاباتی ریاست جمهوری ایالات متحده کنار کشید. عموی کندی، تد کندی کمپینی برای ریاست جمهوری در سال ۱۹۸۰ راه اندازی کرد اما بعد از آن در انتخابات مقدماتی از رئیس‌جمهور دموکرات وقت شکست خورد. در تاریخ ۳ مارس ۲۰۲۳ طی سخنرانی در مؤسسه سیاست نیوهمپشایر، کندی اظهار داشت در حال بررسی پذیرش نامزدی در ریاست جمهوری سال ۲۰۲۴ است، و بعدها اینگونه بیان کرد: «من به این موضوع فکر می‌کنم من با مسیری که همسرم هموار کرد از بزرگ‌ترین مانع رد شده‌ام». قبل از این اظهارات، اعلام شده بود که اعضای خانواده کندی قصد پشتیبانی از جو بایدن در مقابل کندی را در انتخابات مقدماتی دارند.

## کمپین

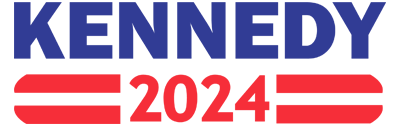
کارزار انتخاباتی راجر اف کندی جونیور

### اطلاعیه و راه اندازی
در تاریخ ۵ آوریل ۲۰۲۳، کندی نامزدی خود را به ثبت رساند. اینگونه بیان می‌شود که مشاور پیشین رئیس‌جمهور سابق ایالات متحده دونالد ترامپ به نام استیو بنن نقش اصلی را در تحریک کندی برای نامزدی داشته است.شرح سخنان کندی اینگونه بود: «در این تصمیم که برای ریاست جمهوری ۲۰۲۴ نامزد شوم یا نه مرا یاری کنید.» کندی در ماه مارس در توییتی اینگونه نوشت: «اگر به نظر می‌رسد که می‌توانم پول جمع‌آوری کنم و اشخاص مورد نیاز را برای موفقیت خود بسیج نمایم، وارد رقابت انتخاباتی ریاست جمهوری ایالات متحده خواهم شد. تاکنون ریاست جمهور فعلی اقتصاد ما را نابود ساخته، طبقه میانه را متلاشی نموده، طبیعت و آب‌های ما را آلوده ساخته، فرزندان ما را مسموم کرده، و ارزش‌ها و آزادی‌های ما را از ما گرفته. ما همگی در کنار هم می‌توانیم دموکراسی آمریکا را دوباره احیا نماییم».